# چورچخلا

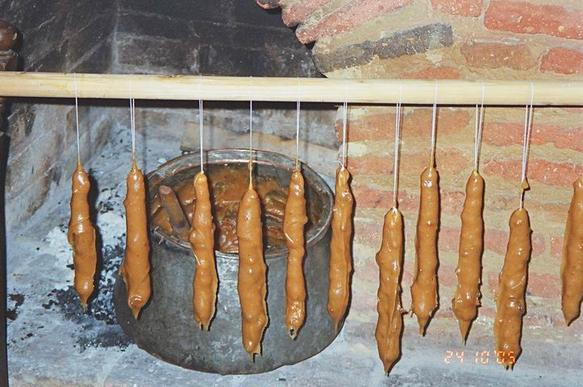
تولید چورچخلا از گردو با پوشش شیره انگور

چورچخِلا (گرجستان ჩურჩხელა، روسیه чурчхела) نوعی دسر و شیرینی گرجستانی است. به‌طور سنتی از قرار گرفتن فندق یا گردو در شیرهٔ غلیظ و سفت انگور تهیه می‌شود اما امروزه از شیرهٔ سایر میوه‌ها و طعم دهنده‌ها نیز در آن استفاده می‌کنند.
آجیل‌ها ابتدا به نخ گره خورده و چندین بار (هشت تا ده بار) در یک شیرهٔ تهیه شده از انگور یا هر میوهٔ دیگری که در حال پخت و رقیق است فرو برده می‌شود. سپس آنها را آویزان می‌کنند تا در آفتاب خشک شوند و باید به مدت پنج تا شش روز در حالت آویزان نگه داری شوند تا بتوان به مصرف برسند.
این شیرینی با نام‌های دیگری در ارمنستان، جمهوری آذربایجان، ترکیه (Cevizli Sucuk) و قبرس (سومتوزوکو) محبوب است.

## نگارخانه

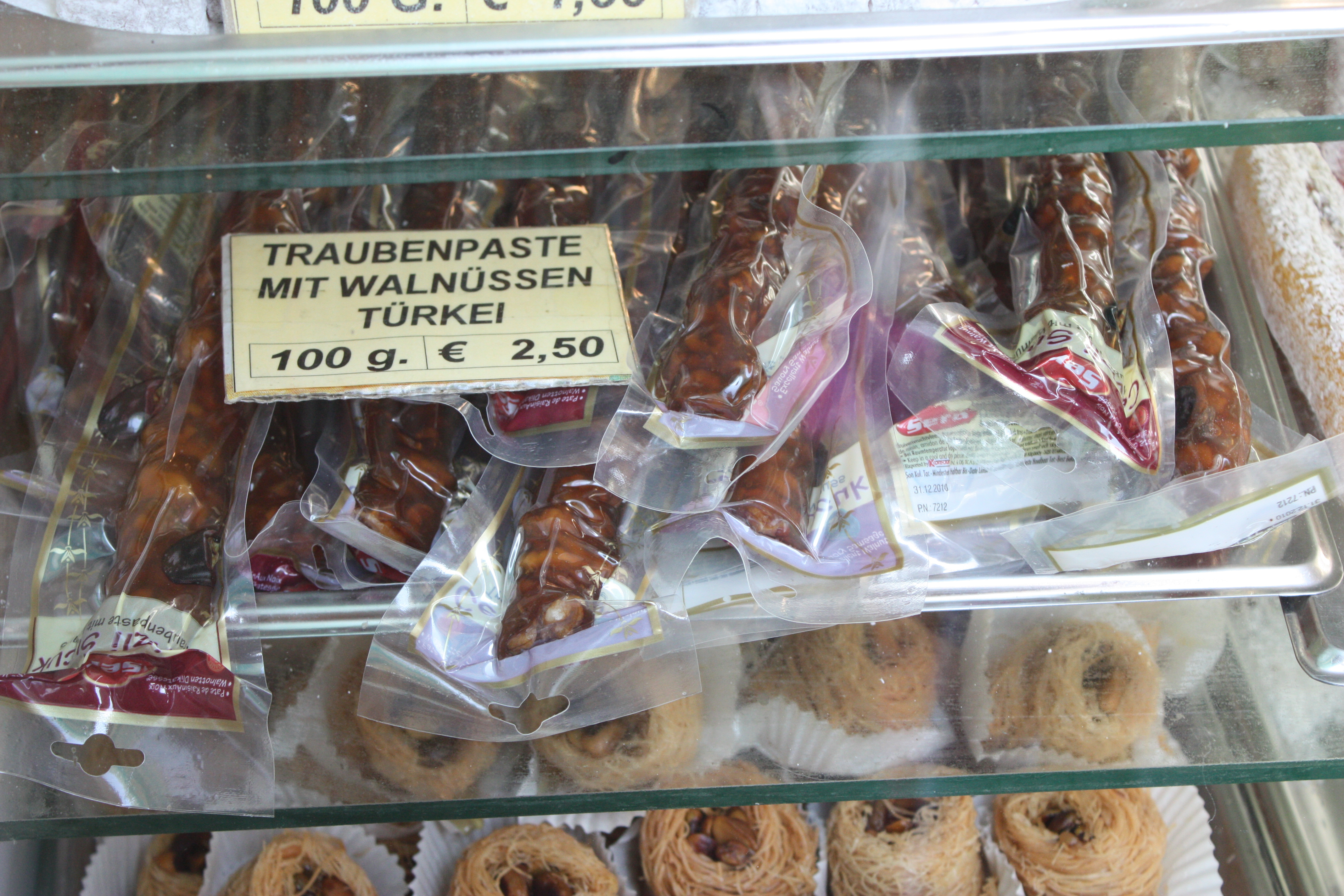
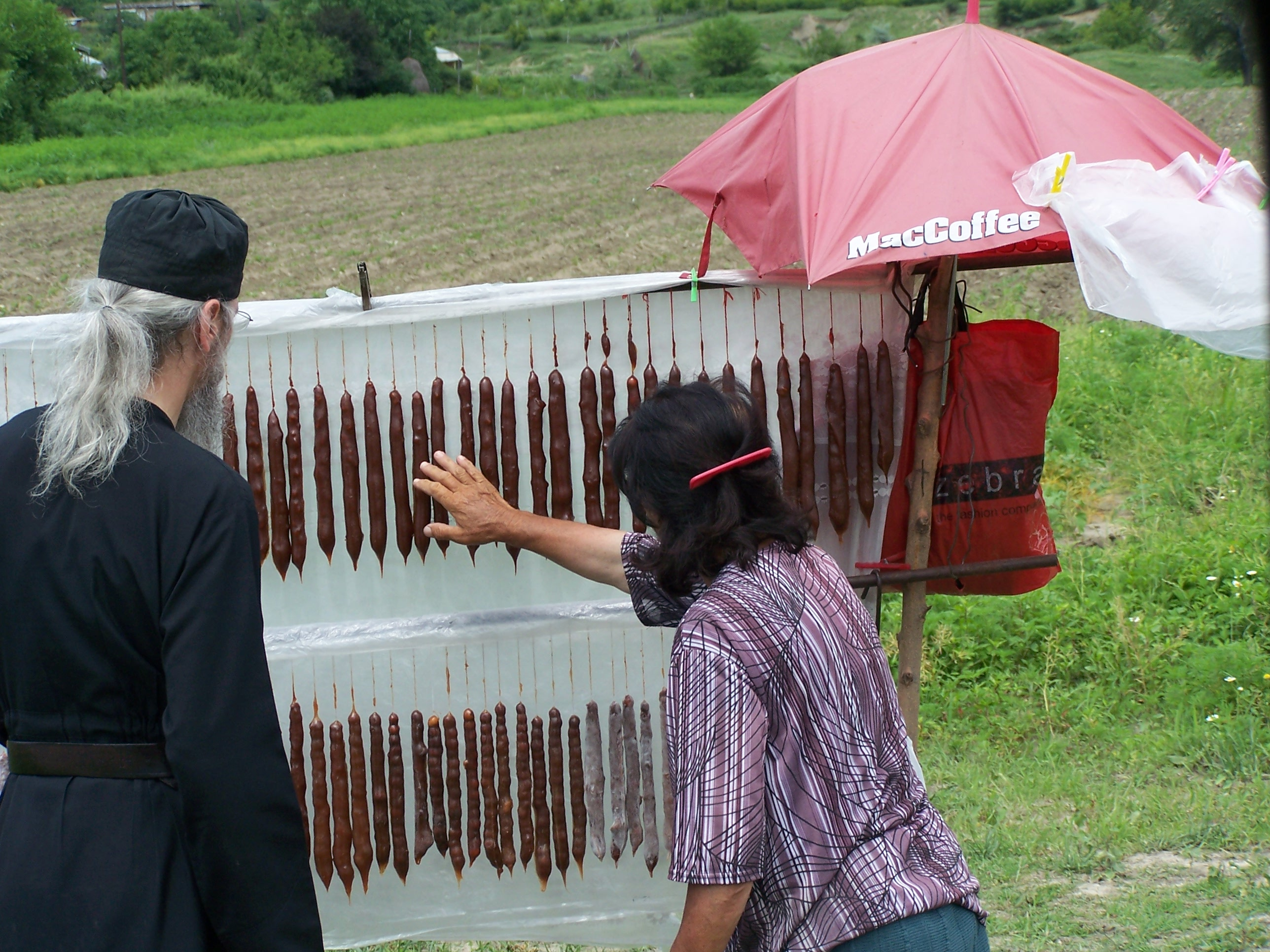
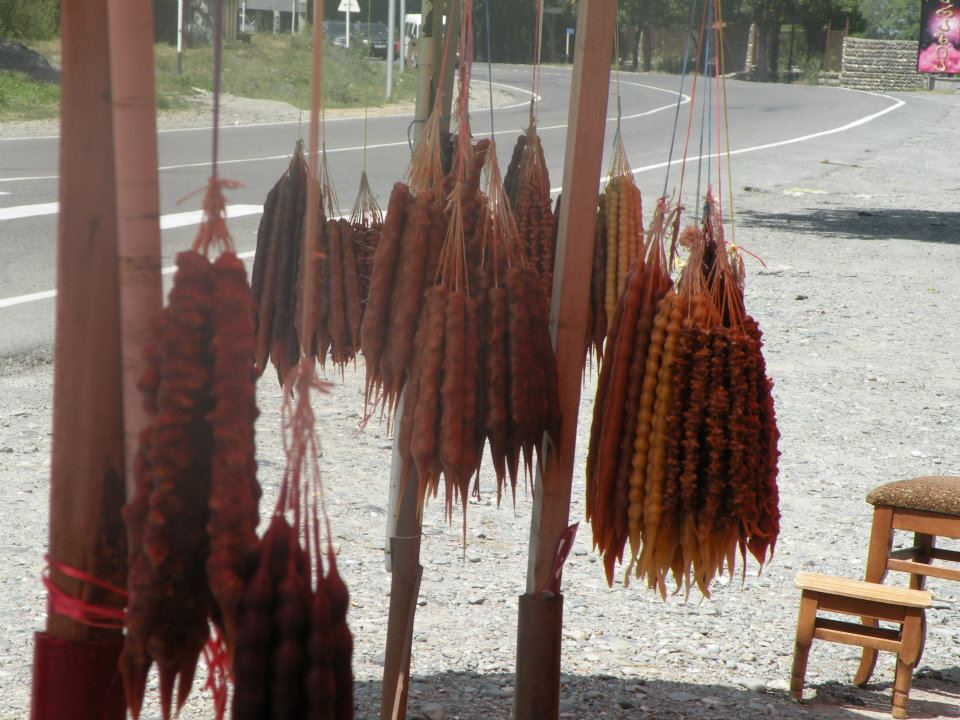
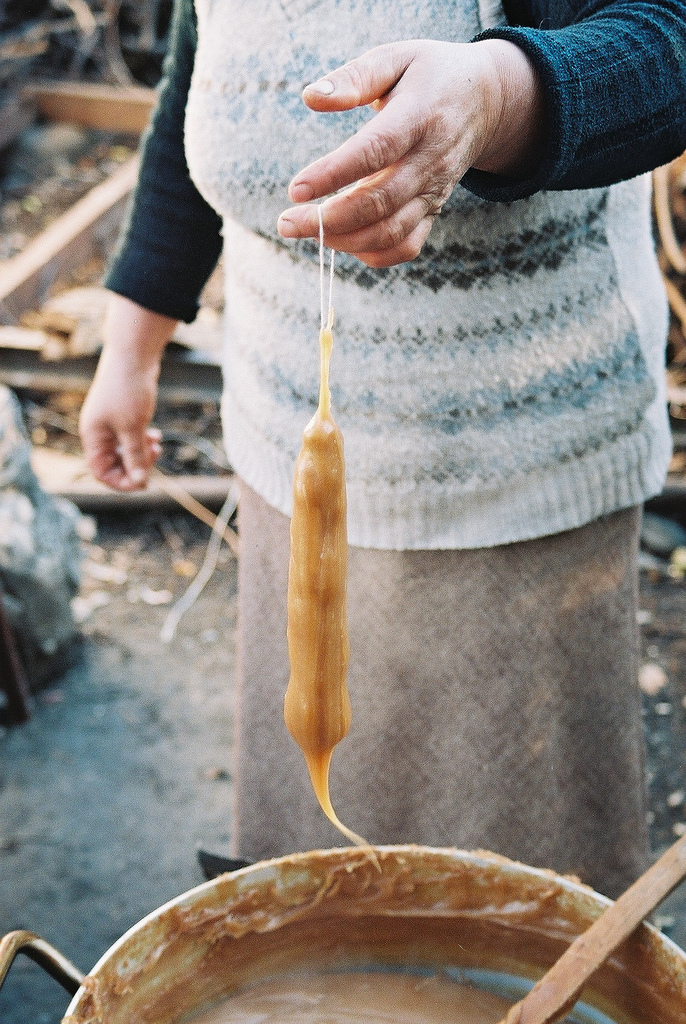